# Луис Анхель Фирпо (футбольный клуб)
«Луис Анхель Фирпо» — сальвадорский футбольный клуб из города Усулутан, в настоящий момент выступает в Премере Сальвадора, сильнейшем дивизионе Сальвадора.

## История
Клуб основан 17 сентября 1923 года, и является старейшим футбольным клубом Сальвадора. Первоначально клуб получил название «Текун Уман», но вскоре был переименован в честь аргентинца Луиса Анхеля Фирпо, первого в истории латиноамериканского боксёра, ставшего претендентом на звание чемпиона мира в супертяжёлом весе (в бою за звание чемпиона Фирпо уступил Джеку Демпси, но сумел по ходу боя отправить чемпиона в тяжёлый нокдаун, и, несмотря на поражение, стал очень популярен во всей Латинской Америке).
Домашние матчи команда проводит на арене «Серхио Торрес», вмещающей 5 тыс. зрителей. «Фирпо» 10 раз становился чемпионом страны, и является по этому показателю четвёртым по титулованности клубом Сальвадора.
После 32 лет, проведённых в элите, по итогам Клаусуры 2014 года «Луис Анхель Фирпо» вылетел во второй дивизион. Команда была безусловным фаворитом второго эшелона, но два раза подряд сенсационно уступала малоизвестным командам в плей-офф за право возвращения в Примеру. В 2015 году руководство «Луиса Анхеля Фирпо» приняло решение выкупить франшизу клуба первого дивизиона «Хувентуд Индепендьенте» (город Сан-Хуан-Опико департамента Ла-Либертад), испытывавшего серьёзные финансовые проблемы. Таким образом, «Луис Анхель Фирпо» в 2016 году вернёт себе место в элите, но под этим названием клуб сможет заявиться лишь с Апертуры 2016, которая начнётся во втором полугодии.

## Достижения
- Чемпионат Сальвадора по футболу:
  - Чемпион (10): 1988/89, 1990/91, 1991/92, 1992/93, 1997/98, Кл. 1999, Кл. 2000, Ап. 2007, Кл. 2008, Кл. 2013.
  - Вице-чемпион (11): 1955/56, 1989/90, 1994/95, 1995/96, 1996/97, Ап. 2001, Кл. 2003, Кл. 2005, Кл. 2007, Кл. 2009.
- Кубок Сальвадора по футболу:
  - Финалист (1): 1999/00.